# Джон Дюи
Джон Дюи (на английски: John Dewey) е американски философ, реформатор в образованието, считан за един от основателите на движението на прагматизма и за баща на функционалната психология, един от водещите американски философи с приноси в педагогиката и политическите науки. Неговите идеи добиват широка популярност по света в началото на 20 век.

## Биография
Роден е на 20 октомври 1859 година в Бърлингтън, щата Върмонт, в семейството на търговец. След като през 1879 завършва философия в Университета на Върмонт, в продължение на две години преподава в училище в щата Пенсилвания, а след това една година в селски училища в родния си щат.
През 1882 постъпва в Университета „Джонс Хопкинс“ в Балтимор и през 1884 получава докторска степен по философия. През есента на същата година става преподавател в Мичиганския университет и остава там до 1894 (за кратко преподава в Университета на Минесота в периода 1888 – 1889), когато му предлагат поста на професор и декан на Факултета по философия, психология и педагогика в Чикагския университет. През 1896 открива в университета експериментално училище за деца на възраст от 4 до 16 г., в което осъществява на практика педагогическите си идеи.
От 1904 Дюи преподава в Колумбийския университет в Ню Йорк и остава там чак до пенсионирането си през 1930 г. (по-късно заема длъжността на почетен професор на университета). В този период той написва много трудове по логика, теория на познанието, психология, педагогика, социална философия, религия. Като известен философ и педагог пътува в Китай, Япония, Турция, Мексико, СССР. Дюи заема активна социална позиция и участва в множество комитети и движения с либерална ориентация.
Умира на 1 юни 1952 година в Ню Йорк на 92-годишна възраст.

## Научна дейност

### Философски идеи
Философските идеи на Дюи са известни под името инструментализъм. Те са разработени в произведения като „Влиянието на Дарвин върху философията и други есета относно съвременната философия“ (The Influence of Darwin on Philosophy and Other Essays in Contepmorary Thought, 1910), „Как мислим“ (How We Think, 1910), „В търсене на сигурността“ (The Quest for Certainty, 1929).
Преодолявайки първоначалното влияние на хегелианството над него, Дюи се насочва към един инструменталистки подход, близък до прагматизма. Познанието бива разглеждано не като нещо абсолютно сигурно и обективно, а по-скоро като процес на взаимодействие между познаващият и познаваното. Според тази концепция, човек може да бъде подтикнат към познание само когато е налице проблемна ситуация, т.е. такава, която го поставя в положение на неизвестност относно нещо. В проблемната ситуация понятията и вярванията ни показват своята неадекватност или изобщо не функционират. За да се реши проблемът, трябва да се предприеме определена стратегия, която включва преценка на проблема, изготвяне на хипотеза, експериментиране и извеждане на заключение. Така истината е само условно понятие, чието значение е положено в контекста на проблемната ситуация. В този смисъл се казва, че истината е „инструмент“, т.е. тя е средство, с което се постига определена цел, набелязана от индивида. Това разбиране се отразява и в педагогическите възгледи на Дюи, в основата на които стои идеята за „проблемната ситуация“ като единствен способ за усвояване на нови умения и знания.
Друго важно разбиране на Дюи е това за единството и целостността на опита. Според него всички разграничения, които правим – „тяло“-„душа“, „материално“-„идеално“, и др., са продукт на неправилна нагласа на „разпокъсване“ на опита. Всъщност религиозният, естетическият, моралният и всички други „типове“ опит, които хората по презумпция разграничават, представляват едно цяло. Оттук следва, че човекът трябва да бъде разглеждан като цялостно същество, а да не бъде разделян на тяло, дух и душа.
От гледна точка на своя инструментализъм и поради убедеността си в целостността на опита Джон Дюи се противопоставя на метафизиката като цяло. За него познанието ни за света се постига от емпиричните науки, но е основано на еволюционизма. Еволюцията е това понятие, което не подлежи на съмнение. Критиците на Дюи заявяват, че и той има своя собствена метафизика, чийто фундамент са еволюцията и опитът.

### Религиозни възгледи
За Дюи, подобно на Емил Дюркем, религията е социален феномен и социалните измерения са абсолютно необходими за съществуването ѝ. Той, противно на Уилям Джеймс, счита вярата в свръхестествени явления за „суеверие“. Религията е разглеждана от него почти изцяло в етически план, като полагаща идеал пред индивида и общността. Бог е „единството на всички идеални цели, подбуждащи ни към желаене и действие“, твърди Дюи. Според него функцията на религията е подкрепяща, но освен това религията изпълнява и друга такава – тя всъщност укрепва връзките с „цялото“. В „Обща вяра“ (A Common Faith, 1934) той заявява, че религията трябва да показва човека в неговата свързаност, а тази свързаност е необходима, защото у човека е създадено чувство на изолация – и от свръхестествената религия и от „войнстващия атеизъм“. Използването на думата „Бог“, казва той, може да спаси човека от изолация.

### Етически и политически възгледи
Единственото държавно устройство, в което човекът може напълно да разгърне силите си, е демокрацията. За Дюи това е върхът на развитието на човека в морален план. Само демократичното общество може да позволи на човека тази свобода, в която той да може да реализира когнитивните, моралните и социалните си умения.